# María José Cumplido
Maria José Cumplido Baeza (Santiago de Chile, 15 de março de 1988), é uma historiadora, política e ativista chilena.

## Biografia
Nascida em Santiago, titulou-se como historiadora pela Pontifícia Universidade Católica de Chile.
Em 2014 tornou-se editora da Memória Chilena, o projeto digital patrimonial da Biblioteca Nacional de Chile. Desde então dedicou-se à divulgação histórica: em 2017 publicou seu primeiro livro, titulado Chilenas: a história que construímos nós, que foi um dos livros de história mais vendidos do ano. Ao ano seguinte publicou Chilenas rebeldes e uma segunda parte foi lançada em 2019.
Em 2021 publicou As dez marchas que mudaram Chile.
Em abril de 2021 foi candidata pelo Partido Liberal a uma cota como convencional constituinte pelo distrito n° 11 nas eleições de 2021, obtendo 3903 votos, equivalentes ao 1,02% Em outubro do mesmo ano foi candidata a deputada pelo distrito n°10 nas eleições parlamentares, obtendo 4499 votos, equivalentes ao 0,98%.
Em 1 de março de 2023 assumiu como diretora executiva de Fundação Iguais, se tornando na terceira mulher em liderar a organização desde sua criação.

## Historial eleitoral

### Eleições de convencionais constituintes de 2021
- Eleições de convencionais constituintes pelo distrito 11 (Peñalolén, As Condes, A Rainha, Vitacura e O Barnechea), Região Metropolitana

| Candidato                   | Pacto                          | Partido | Votos  | %     | Resultado                  |
| --------------------------- | ------------------------------ | ------- | ------ | ----- | -------------------------- |
| Marcela Cubillos Sigall     | Vamos por Chile                | ILXP    | 84 055 | 21,85 | Convencional constituyente |
| Hernán Larraín Matte        | Vamos por Chile                | Evopoli | 29 373 | 7,63  | Convencional constituyente |
| Constanza Schonhaut Soto    | Apruebo Dignidad               | CS      | 21 536 | 5,60  | Convencional constituyente |
| Constanza Hube Portus       | Vamos por Chile                | UDI     | 18 804 | 4,89  | Convencional constituyente |
| Bernardo Fontaine Talavera  | Vamos por Chile                | ILXP    | 16 745 | 4,35  | Convencional constituyente |
| Soledad Mella Vidal         | La Lista del Pueblo            | ILXT    | 12 839 | 3,34  |                            |
| Paulina Kantor Pupkin       | Vamos por Chile                | Evopoli | 12 453 | 3,24  |                            |
| Patricio Fernández Chadwick | Lista del Apruebo              | Ind-PL  | 11 886 | 3,09  | Convencional constituyente |
| Sara Larraín Ruiz-Tagle     | Lista del Apruebo              | ILYB    | 11 320 | 2,95  |                            |
| Henry Boys Loeb             | Independiente (Fuera de Pacto) | Ind.    | 11 022 | 2,87  |                            |
| Mariana Aylwin Oyarzún      | Independientes por Chile       | ILZY    | 10 690 | 2,78  |                            |
| Carolina Pérez Dattari      | Apruebo Dignidad               | RD      | 4393   | 1,14  |                            |
| Javiera Toro Cáceres        | Apruebo Dignidad               | COM     | 4389   | 1,14  |                            |
| María José Cumplido Baeza   | Lista del Apruebo              | PL      | 3903   | 1,02  |                            |

- Eleições parlamentares de 2021, a Deputado pelo distrito 11 (A Rainha, As Condes, O Barnechea, Peñalolén e Vitacura)[7]

| Candidato                      | Pacto                   | Partido | Votos  | %     | Resultados |
| ------------------------------ | ----------------------- | ------- | ------ | ----- | ---------- |
| Gonzalo de la Carrera Correa   | Frente Social Cristiano | PRCh    | 46 032 | 11,15 | Diputado   |
| Francisco Undurraga Gazitúa    | Chile Podemos Más       | EVOP    | 43 372 | 10,50 | Diputado   |
| Guillermo Ramírez Diez         | Chile Podemos Más       | UDI     | 40 321 | 9,76  | Diputado   |
| Tomás Hirsch Goldschmidt       | Apruebo Dignidad        | Ind-COM | 28 501 | 6,90  | Diputado   |
| Catalina del Real Mihovilovic  | Chile Podemos Más       | RN      | 28 300 | 6,85  | Diputada   |
| Gonzalo Fuenzalida Figueroa    | Chile Podemos Más       | RN      | 23 420 | 5,67  |            |
| Cristián Araya Lerdo de Tejada | Frente Social Cristiano | PRCh    | 16 734 | 4,05  | Diputado   |
| Miguel Concha Manso            | Apruebo Dignidad        | RD      | 16 612 | 4,02  |            |
| Luz Poblete Coddou             | Chile Podemos Más       | EVOP    | 16 550 | 4,01  |            |
| Karin Luck Urban               | Chile Podemos Más       | RN      | 5584   | 1,35  |            |
| María José Cumplido Baeza      | Apruebo Dignidad        | PL      | 4499   | 0,98  |            |

## Livros
- Chilenas: a história que construímos nós (2017)
- Chilenas Rebeldes (2018)
- Chilenas Rebeldes 2 (2019)
- De Hernando a Magallanes (2020)
- As dez marchas que mudaram Chile (2021)
- Ouro triste: diários de operárias feministas 1905-1908 (2025)

- Diversidade sexual em Chile
- História do lesbianismo em Chile
- Fundação Iguais